# Les Cloches de Genève
 (février 2024).
Si vous disposez d'ouvrages ou d'articles de référence ou si vous connaissez des sites web de qualité traitant du thème abordé ici, merci de compléter l'article en donnant les références utiles à sa vérifiabilité et en les liant à la section « Notes et références ».
Les Cloches de Genève est une œuvre extraite de la première année des Années de pèlerinage de Franz Liszt : La Suisse. Recueil qui aurait sans doute comme préface un autre petit recueil de trois pièces, Apparition (1834). Cette première année suisse évoque le séjour de Liszt dans ce pays 20 ans plus tôt avec Marie d'Agoult.
Dédiée à sa première fille Blandine (1835-1862), cette pièce est accompagnée d'une citation de Byron extraite de Childe Harold : « Je ne vis pas en moi-même, mais je deviens une part de ce qui m'entoure ».
La première partie de cette pièce est un chant à la façon d'une berceuse, où les notes s'égrènent faisant penser à un lointain carillon. La deuxième partie, Cantabile con moto, est une sorte d'hymne à la vie avec une amplification progressive par l'utilisation d'octaves, la mélodie rappelant le balancement régulier de la cloche par sa construction binaire (2/4) et les notes accentuées toutes les deux mesures. Elle atteint son paroxysme dans un passage Animato FF, puis retrouve un calme progressif en retrouvant les accords de trois sons égrenés comme au début de la pièce.